# Coupe de Roumanie de football
La Coupe de Roumanie de football (en roumain : Cupa României) est une compétition à élimination directe ouverte à tous les clubs roumains affiliés à la Fédération de Roumanie de football, quelle que soit leur division. Elle a été créée en 1933.
Les clubs de Bucarest dominent le palmarès de cette compétition : le FC Steaua Bucarest est le club le plus titré avec vingt-deux coupes, suivi du FC Rapid Bucarest et du FC Dinamo Bucarest avec chacun treize trophées. Le vainqueur de la Coupe de Roumanie se qualifie pour le premier tour de qualification de la Ligue Europa.

## Palmarès
| Saison  | Vainqueur                | Score                                               | Finaliste                     |
| ------- | ------------------------ | --------------------------------------------------- | ----------------------------- |
| 1933/34 | Ripensia Timișoara       | 5–0                                                 | Universitatea Cluj            |
| 1934/35 | CFR Bucarest             | 6–5 ap                                              | Ripensia Timișoara            |
| 1935/36 | Ripensia Timișoara       | 5–1                                                 | Unirea Tricolor Bucarest      |
| 1936/37 | Rapid Bucarest           | 5–1                                                 | Ripensia Timișoara            |
| 1937/38 | Rapid Bucarest           | 3–2                                                 | CAM Timișoara                 |
| 1938/39 | Rapid Bucarest           | 2–0                                                 | Sportul Studențesc Bucarest   |
| 1939/40 | Rapid Bucarest           | 2–2 ap 4–4 ap (rejoué) 2–2 ap (rejoué) 2–1 (rejoué) | Venus Bucarest                |
| 1940/41 | Rapid Bucarest           | 4–3                                                 | Unirea Tricolor Bucarest      |
| 1941/42 | Rapid Bucarest           | 7–1                                                 | Universitatea Sibiu           |
| 1942/43 | CFR Turnu Severin        | 4–0                                                 | Sportul Studențesc Bucarest   |
| 1943/47 | non disputée             | non disputée                                        | non disputée                  |
| 1947/48 | IT Arad                  | 3–2                                                 | CFR Timișoara                 |
| 1948/49 | CSCA Bucarest            | 2–1                                                 | CSU Cluj                      |
| 1950    | CCA Bucarest             | 3–1                                                 | Flamura Rosie Arad            |
| 1951    | CCA Bucarest             | 3–1 ap                                              | Flacăra Mediaș                |
| 1952    | CCA Bucarest             | 2–0                                                 | Flacăra Ploiești              |
| 1953    | Flamura Rosie Arad       | 1–0 ap                                              | CCA Bucarest                  |
| 1954    | Metalul Reșița           | 2–0                                                 | Dinamo Bucarest               |
| 1955    | CCA Bucarest             | 6–3 ap                                              | Progresul Oradea              |
| 1955/56 | Progresul Oradea         | 2–0                                                 | Energia Metalul Câmpii Turzii |
| 1956/57 | non disputée             | non disputée                                        | non disputée                  |
| 1957/58 | Știința Timișoara        | 1–0                                                 | Progresul Bucarest            |
| 1958/59 | Dinamo Bucarest          | 4–0                                                 | CSM Baia Mare                 |
| 1959/60 | Progresul Bucarest       | 2–0                                                 | Dinamo Obor Bucarest          |
| 1960/61 | Arieșul Turda            | 2–1                                                 | Rapid Bucarest                |
| 1961/62 | Steaua Bucarest          | 5–1                                                 | Rapid Bucarest                |
| 1962/63 | Petrolul Ploiești        | 6–1                                                 | Siderurgistul Galați          |
| 1963/64 | Dinamo Bucarest          | 5–3                                                 | Steaua Bucarest               |
| 1964/65 | Știința Cluj             | 2–1                                                 | Dinamo Pitești                |
| 1965/66 | Steaua Bucarest          | 4–0                                                 | UT Arad                       |
| 1966/67 | Steaua Bucarest          | 6–0                                                 | Foresta Fălticeni             |
| 1967/68 | Dinamo Bucarest          | 3–1 tab                                             | Rapid Bucarest                |
| 1968/69 | Steaua Bucarest          | 2–1                                                 | Dinamo Bucarest               |
| 1969/70 | Steaua Bucarest          | 2–1                                                 | Dinamo Bucarest               |
| 1970/71 | Steaua Bucarest          | 3–2                                                 | Dinamo Bucarest               |
| 1971/72 | Rapid Bucarest           | 2–0                                                 | Jiul Petroșani                |
| 1972/73 | Chimia Râmnicu Vâlcea    | 1–1 ap 3–0 (rejoué)                                 | Constructorul Galați          |
| 1973/74 | Jiul Petroșani           | 4–2                                                 | Politehnica Timișoara         |
| 1974/75 | Rapid Bucarest           | 2–1 ap                                              | FC Universitatea Craiova      |
| 1975/76 | Steaua Bucarest          | 1–0                                                 | CSU Galați                    |
| 1976/77 | FC Universitatea Craiova | 2–1                                                 | Steaua Bucarest               |
| 1977/78 | FC Universitatea Craiova | 3–1                                                 | Olimpia Satu Mare             |
| 1978/79 | Steaua Bucarest          | 3–0                                                 | Sportul Studențesc Bucarest   |
| 1979/80 | Politehnica Timișoara    | 2–1 ap                                              | Steaua Bucarest               |
| 1980/81 | FC Universitatea Craiova | 6–0                                                 | Politehnica Timișoara         |
| 1981/82 | Dinamo Bucarest          | 3–2                                                 | FC Baia Mare                  |
| 1982/83 | FC Universitatea Craiova | 2–1                                                 | Politehnica Timișoara         |
| 1983/84 | Dinamo Bucarest          | 2–1                                                 | Steaua Bucarest               |
| 1984/85 | Steaua Bucarest          | 2–1                                                 | FC Universitatea Craiova      |
| 1985/86 | Dinamo Bucarest          | 1–0                                                 | Steaua Bucarest               |
| 1986/87 | Steaua Bucarest          | 1–0                                                 | Dinamo Bucarest               |
| 1987/88 | Steaua Bucarest          | 1–1                                                 | Dinamo Bucarest               |
| 1988/89 | Steaua Bucarest          | 1–0                                                 | Dinamo Bucarest               |
| 1989/90 | Dinamo Bucarest          | 6–4                                                 | Steaua Bucarest               |
| 1990/91 | FC Universitatea Craiova | 2–1                                                 | FC Bacau                      |
| 1991/92 | Steaua Bucarest          | 1–1 ap (3-2 tab)                                    | Politehnica Timișoara         |
| 1992/93 | FC Universitatea Craiova | 2–0                                                 | Dacia Unirea Brăila           |
| 1993/94 | Gloria Bistrița          | 1–0                                                 | FC Universitatea Craiova      |
| 1994/95 | Petrolul Ploiești        | 1–1 ap (5-3 tab)                                    | Rapid Bucarest                |
| 1995/96 | Steaua Bucarest          | 3–1                                                 | Gloria Bistrița               |
| 1996/97 | Steaua Bucarest          | 4–2                                                 | National Bucarest             |
| 1997/98 | Rapid Bucarest           | 1–0                                                 | FC Universitatea Craiova      |
| 1998/99 | Steaua Bucarest          | 2–2 tab (4-2 tab)                                   | Rapid Bucarest                |
| 1999/00 | Dinamo Bucarest          | 2–0                                                 | FC Universitatea Craiova      |
| 2000/01 | Dinamo Bucarest          | 4–2                                                 | Rocar Bucarest                |
| 2001/02 | Rapid Bucarest           | 2–1                                                 | Dinamo Bucarest               |
| 2002/03 | Dinamo Bucarest          | 1–0                                                 | National Bucarest             |
| 2003/04 | Dinamo Bucarest          | 2–0                                                 | Oțelul Galați                 |
| 2004/05 | Dinamo Bucarest          | 1–0                                                 | Farul Constanța               |
| 2005/06 | Rapid Bucarest           | 1–0 ap                                              | National Bucarest             |
| 2006/07 | Rapid Bucarest           | 2–0                                                 | Politehnica Timișoara         |
| 2007/08 | CFR Cluj                 | 2–1                                                 | Unirea Urziceni               |
| 2008/09 | CFR Cluj                 | 3–0                                                 | Politehnica Timișoara         |
| 2009/10 | CFR Cluj                 | 0–0 ap (5-4 tab)                                    | FC Vaslui                     |
| 2010/11 | Steaua Bucarest          | 2–1                                                 | Dinamo Bucarest               |
| 2011/12 | Dinamo Bucarest          | 1–0                                                 | Rapid Bucarest                |
| 2012/13 | Petrolul Ploiești        | 1–0                                                 | CFR Cluj                      |
| 2013/14 | Astra Giurgiu            | 0–0 ap (4-2 tab)                                    | Steaua Bucarest               |
| 2014/15 | Steaua Bucarest          | 3–0                                                 | Universitatea Cluj            |
| 2015/16 | CFR Cluj                 | 2–2 ap (5-4 tab)                                    | Dinamo Bucarest               |
| 2016/17 | Voluntari                | 1–1 ap (5-3 tab)                                    | Astra Giurgiu                 |
| 2017/18 | CS Universitatea Craiova | 2–0                                                 | FC Hermannstadt               |
| 2018/19 | Viitorul Constanța       | 2–1 ap                                              | Astra Giurgiu                 |
| 2019/20 | Steaua Bucarest          | 1–0                                                 | Sepsi Sfântu Gheorghe         |
| 2020/21 | CS Universitatea Craiova | 3–2 ap                                              | Astra Giurgiu                 |
| 2021/22 | Sepsi Sfântu Gheorghe    | 2–1                                                 | Voluntari                     |
| 2022/23 | Sepsi Sfântu Gheorghe    | 0–0 ap (5-4 tab)                                    | Universitatea Cluj            |
| 2023/24 | Corvinul Hunedoara       | 2–2 ap (3-2 tab)                                    | Oțelul Galați                 |
| 2024/25 | CFR Cluj                 | 3-2                                                 | FC Hermannstadt               |

1. ↑  Lors de l'édition 1987/88 le match fut interrompu et donné gagnant au Steaua, qui a rendu son titre en 1990. Cette édition n'est donc pas attribuée.

## Victoires par équipes
| Clubs                    | Victoires | Finales perdues | Années des victoires |
| ------------------------ | --------- | --------------- | --- |
| Steaua Bucarest          | 23        | 8               | 1949, 1950, 1951, 1952, 1955, 1962, 1966, 1967, 1969, 1970, 1971, 1976, 1979, 1985, 1987, 1989, 1992, 1996, 1997, 1999, 2011, 2015, 2020 |
| Dinamo Bucarest          | 13        | 10              | 1959, 1964, 1968, 1982, 1984, 1986, 1990, 2000, 2001, 2003, 2004, 2005, 2012                                                             |
| Rapid Bucarest           | 13        | 6               | 1935, 1937, 1938, 1939, 1940, 1941, 1942, 1972, 1975, 1998, 2002, 2006, 2007                                                             |
| CS Universitatea Craiova | 7         | 2               | 1977, 1978, 1981, 1983, 1991, 2018, 2021                                                                                                 |
| CFR Cluj                 | 5         | 1               | 2008, 2009, 2010, 2016, 2025 |
| Petrolul Ploiești        | 3         | 1               | 1963, 1995, 2013 |
| Politehnica Timișoara    | 2         | 6               | 1958, 1980 |
| Ripensia Timișoara       | 2         | 2               | 1934, 1936 |
| UTA Arad                 | 2         | 2               | 1948, 1953 |
| Sepsi Sfântu Gheorghe    | 2         | 1               | 2022, 2023 |
| Universitatea Cluj       | 1         | 5               | 1965 |
| Progresul Bucarest       | 1         | 4               | 1960 |
| FC Universitatea Craiova | 1         | 3               | 1993 |
| Astra Giurgiu            | 1         | 3               | 2014 |
| Progresul Oradea         | 1         | 1               | 1956 |
| Jiul Petroșani           | 1         | 1               | 1974 |
| Gloria Bistrița          | 1         | 1               | 1994 |
| CFR Turnu Severin        | 1         | 0               | 1943 |
| Metalul Reșița           | 1         | 0               | 1954 |
| Arieșul Turda            | 1         | 0               | 1961 |
| Chimia Râmnicu Vâlcea    | 1         | 0               | 1973 |
| Voluntari                | 1         | 1               | 2017 |
| Viitorul Constanța       | 1         | 0               | 2019 |
| Corvinul Hunedoara       | 1         | 0               | 2024 |